# Ruta Interestatal de Idaho 90
La Interestatal 90 (abreviada I-90) es una autopista interestatal ubicada en el estado de Idaho. La autopista inicia en el oeste desde la I 90  hacia el este en la I 90 . La autopista tiene una longitud de 118,9 km (73.888 mi).

## Mantenimiento
Al igual que las carreteras estatales, las carreteras federales, la Interestatal 90 es administrada y mantenida por el Departamento de Transporte de Idaho por sus siglas en inglés ITD.

## Cruces
La Interestatal 90 es atravesada principalmente por la SH 41     en Post Falls
US 95     en Coeur d'Alene
SH 97     en Coeur d'Alene
SH 3     en Cataldo
SH 4     en Wallace.